# Kazan (Ankara)
Pour les articles homonymes, voir Kazan (homonymie).
Kazan est une ville et un district de la province d'Ankara dans la région de l'Anatolie centrale en Turquie.
Kazan est renommée Kahramankazan en septembre 2016, pour rendre hommage aux habitants ayant résisté aux putschistes lors du coup d'État manqué du 15 juillet 2016.